# 1872 w muzyce
Wydarzenia muzyczne w 1872 roku.

## Wydarzenia
- 9 stycznia – w Paryżu odbyła się premiera „Le Rouet d’Omphale” op.31 Camille Saint-Saënsa[1]
- 10 stycznia – w londyńskiej Royal Albert Hall miała miejsce premiera „The Praise of Music” Samuela Sebastiana Wesleya[1]
- 15 stycznia – w paryskim Théâtre de la Gaîté miała miejsce premiera opery Le roi Carotte Jacques’a Offenbacha[1]
- 18 stycznia – w Paryżu odbyła się premiera opery Fantasio Jacques’a Offenbacha[1]
- 27 stycznia – w Wiedniu odbyła się premiera dwóch pieśni: „Blinde Kuh” op.58/1 oraz „Während des Regens” op.58/2 Johannesa Brahmsa[1]
- 2 lutego – w Warszawie odbyła się premiera operetki Beata Stanisława Moniuszki[1]
- 8 lutego – w mediolańskiej La Scali miała miejsce europejska premiera opery Aida Giuseppe Verdiego[1]
- 24 lutego – w Konserwatorium Moskiewskim miała miejsce premiera „The Barber of Seville” Piotra Czajkowskiego[1][2]
- 28 lutego – w sanktpetersburskim Teatrze Maryjskim miała miejsce premiera opery Kamienny gość Aleksandra Dargomyżskiego do słów Puszkina, ukończonej przez Cezara Cui w aranżacji Nikołaja Rimskiego-Korsakowa[1]
- 8 marca – w wiedeńskim Carltheater miała miejsce premiera opery Fleurette, oder Näherin und Trompeter Jacques’a Offenbacha[1]
- 11 marca – w Wiedniu odbyła się premiera dwóch pieśni : „Nicht mehr zu dir zu gehen” op.32/2 oraz „Ich schleich umher” op.32/3 Johannesa Brahmsa[1]
- 29 marca – w Warszawie odbyła się premiera pieśni „Oto drzewo krzyża” Stanisława Moniuszki[1]
- 6 kwietnia – paryskiej Salle Pleyel miała miejsce premiera „Romansu na flet i orkiestrę” op.37 Camille Saint-Saënsa[1]
- 10 kwietnia
  - w Christianii odbyła się premiera „Sigurd Jorsalfar” op.22 Edvarda Griega[1][3]
  - w Pradze odbyła się premiera dwóch pieśni: „The Reason” oraz „The Orphan” Antonína Dvořáka[1]
- 14 kwietnia – w Paryżu odbyła się premiera poematu symfonicznego „Le Rouet d’Omphale” op.31 wersji na orkiestrę Camille Saint-Saënsa[1]
- 1 maja – w londyńskim Pałacu Kryształowym miała miejsce premiera „Te Deum and Domine salvam fac reginam” Arthura Sullivana[1]
- 17 maja – w Twierdzy Akershus miała miejsce premiera „Land Sighting” Edvarda Griega[1]
- 19 maja – w Warszawie odbyła się premiera Mszy Piotrowińskiej Stanisława Moniuszki[1]
- 22 maja
  - w paryskim Théâtre Favart miała miejsce premiera opery Djamileh Georges’a Bizeta[1][4]
  - na Uniwersytecie Cambridge miała miejsce premiera „Spring Comes Hither” op.1/4 Charlesa Villiersa Stanforda[1]
- 5 czerwca – w Karlsruhe Hoftheater miała miejsce premiera kompletnej „Triumphlied” op.55 Johannesa Brahmsa[1][5]
- 12 czerwca – w paryskim Théâtre Favart miała miejsce premiera opery La princesse jaune Camille Saint-Saënsa[1]
- 16 czerwca – w wiedeńskim Augustinerkirche miała miejsce premiera Mass No.3 Antona Brucknera[1]
- 12 września – w Wiedniu odbyła się premiera marsza „Russische Marsch-Fantasie” op.353 Johanna Straussa (syna)[1]
- 17 września – w Baden odbyła się premiera „Im russischen Dorfe” op.355 Johanna Straussa (syna)[1]
- 21 września – w wiedeńskim Theater an der Wien miała miejsce premiera opery Der schwarze Corsar Jacques’a Offenbacha[1]
- 30 września – w paryskim Théâtre du Vaudeville miała miejsce premiera „L'Arlésienne” Georges’a Bizeta[1][6]
- 31 października – w Lipsku odbyła się premiera „Mondnacht” WoO 21 Johannesa Brahmsa[1]
- 16 listopada – w paryskim Chateau d’Eau miała miejsce premiera operetki Sol-si-re-pif-pan Georges’a Bizeta[1]
- 22 listopada – w praskiej Konvikt Hall miała miejsce premiera „The Orphan” op.5 Antonína Dvořáka[1]
- 27 listopada
  - w Wiedniu odbyła się premiera pieśni „Von waldbekränzter Höhe” op.57/1 Johannesa Brahmsa[1]
  - w paryskiej Salle Ventadour miała miejsce premiera opery Les deux reines Charles’a Gounoda[1]
- 30 listopada
  - w paryskim Théâtre Favart miała miejsce premiera opery Don César de Bazan Jules’a Masseneta[1][7]
  - w Christianii odbyła się premiera „Before a Southern Convent” op.20 Edvarda Griega[1]
- 4 grudnia – w Brukseli odbyła się premiera operetki Córka pani Angot Charlesa Lecocqa[8]
- 7 grudnia – w Paryżu odbyła się premiera „Cello Sonata No.1” op.32 Camille Saint-Saënsa[1]
- 18 grudnia – w Wiedniu odbyła się premiera siedmiu pieśni op.57/2-8 Johannesa Brahmsa[1]

## Urodzili się
- 6 stycznia – Aleksandr Skriabin, rosyjski pianista i kompozytor (zm. 1915)
- 11 stycznia – Paul Graener, niemiecki kompozytor i dyrygent (zm. 1944)
- 16 stycznia – Henri Büsser, francuski kompozytor i dyrygent (zm. 1973)
- 3 marca
  - Siergiej Diagilew, rosyjski impresario baletowy (zm. 1929)
  - Louis Treumann, austriacki śpiewak operetkowy (tenor) i aktor (zm. 1943)
- 6 marca – Paul Juon, niemiecki kompozytor pochodzenia rosyjskiego (zm. 1940)
- 8 marca – Anna Held, amerykańska piosenkarka, tancerka i aktorka polskiego pochodzenia (zm. 1918)
- 10 marca – Camillo Schumann, niemiecki kompozytor i organista (zm. 1946)
- 18 marca – Siergiej Wasilenko, rosyjski kompozytor, dyrygent i pedagog (zm. 1956)
- 1 kwietnia – Tadeusz Joteyko, polski kompozytor, dyrygent i pedagog (zm. 1932)
- 11 kwietnia – Leon Łuskino, polski kompozytor, literat, pułkownik piechoty Wojska Polskiego (zm. 1948)
- 23 kwietnia
  - Arthur Farwell, amerykański kompozytor (zm. 1952)
  - Violet Gordon-Woodhouse, brytyjska klawesynistka oraz klawikordzistka (zm. 1948)
- 29 kwietnia – Eyvind Alnæs, norweski kompozytor, pianista, organista i dyrektor chóru (zm. 1932)
- 30 kwietnia – Henri Hirschmann, francuski kompozytor operetkowy (zm. 1961)
- 1 maja
  - Hugo Alfvén, szwedzki kompozytor, dyrygent, skrzypek i malarz (zm. 1960)
  - Zygmunt Urbanyi, polski pedagog, skrzypek, dyrygent i kompozytor (zm. 1937)
- 3 maja – Józef Redo, polski śpiewak i aktor operetkowy (baryton), reżyser teatralny (zm. 1942)
- 8 maja – Friedrich Ludwig, niemiecki muzykolog (zm. 1930)
- 7 czerwca – Leonid Sobinow, rosyjski śpiewak operowy (tenor) (zm. 1934)
- 15 czerwca – Johanna Gadski, niemiecka śpiewaczka operowa (sopran) (zm. 1932)
- 14 lipca – Irene Abendroth, austriacka sopranistka i pedagog muzyczna (zm. 1932)
- 18 lipca – Julius Fučík, czeski kompozytor i dyrygent (zm. 1916)
- 27 lipca – Stanislav Binički, serbski kompozytor, dyrygent i pedagog (zm. 1942)
- 14 sierpnia – Zygmunt Butkiewicz, polski wiolonczelista i pedagog muzyczny (zm. 1935)
- 15 sierpnia – Rubin Goldmark, amerykański kompozytor i pianista (zm. 1936)
- 16 sierpnia – Siegmund von Hausegger, austriacki kompozytor i dyrygent (zm. 1948)
- 20 sierpnia – Déodat de Séverac, francuski kompozytor (zm. 1921)
- 25 sierpnia – Klara Czop-Umlauf, polska pianistka, akompaniatorka, kameralistka, pedagog (zm. 1924)
- 9 września
  - Edward Burlingame Hill, amerykański kompozytor muzyki poważnej (zm. 1960)
  - Josef Stránský, czeski dyrygent, kompozytor i marszand (zm. 1936)
- 23 września – Sołomija Kruszelnyćka, ukraińska śpiewaczka operowa, wokalistka (sopran) i pedagog (zm. 1952)
- 30 września – Juozas Vokietaitis, litewski chórzysta i organista, pedagog i działacz samorządowy (zm. 1931)
- 12 października – Ralph Vaughan Williams, angielski kompozytor i badacz muzyki ludowej (zm. 1958)
- 18 października – Michaił Kuzmin, rosyjski poeta, pisarz, krytyk literacki, kompozytor (zm. 1936)
- 4 listopada – Antoni Uruski, polski kompozytor, pianista, pedagog (zm. 1934)
- 7 listopada – Leonora Speyer, amerykańska skrzypaczka i poetka, laureatka Nagrody Pulitzera (zm. 1956)
- 8 listopada – Georg Schnéevoigt, fiński kompozytor, dyrygent (zm. 1947)
- 11 listopada – Frederick Stock, amerykański dyrygent i kompozytor pochodzenia niemieckiego (zm. 1942)
- 27 listopada – Peter Raabe, niemiecki dyrygent i muzykolog (zm. 1945)
- 6 grudnia – Mikuláš Moyzes, słowacki kompozytor (zm. 1944)
- 21 grudnia – Lorenzo Perosi, włoski kompozytor muzyki sakralnej (zm. 1956)

## Zmarli
- 23 marca – Hugo Ulrich, niemiecki romantyczny kompozytor, pianista, pedagog muzyczny i aranżer (ur. 1827)
- 17 maja – Edward Sobolewski, niemiecki kompozytor, dyrygent i pedagog muzyczny pochodzenia polskiego (ur. 1804)
- 4 czerwca – Stanisław Moniuszko, polski kompozytor, dyrygent, pedagog, organista (ur. 1819)
- 27 czerwca – Michel Carré, francuski librecista (ur. 1821)
- 6 sierpnia – Benedetta Rosmunda Pisaroni, włoska śpiewaczka operowa (sopran, kontralt) (ur. 1793)
- 11 sierpnia – Lowell Mason, amerykański kompozytor muzyki sakralnej (ur. 1792)
- 7 września – Antoni Stolpe, polski kompozytor, pianista (ur. 1851)
- 5 lub 7 listopada – Józef Szabliński, polski wiolonczelista i waltornista, kompozytor, pedagog (ur. 1808)